# بونسون هاندرسون
بونسون هاندرسون (بالإنجليزية: Benson Henderson) مصارع أمريكي مختص في فنون القتال المختلطة.

## سجل الفنون القتالية المختلطة
| النتيجة | السجل | الخصم        | الطريقة | الحدث | التاريخ        | الجولة | الزمن | المكان           | ملاحظات |
| ------- | ----- | ------------ | ------- | ----- | -------------- | ------ | ----- | ---------------- | ------- |
| فاز     | 20–3  | جوش طومسون   | تحكيم   | -     | 25 جانفي 2014  | 5      | 5:00  | الولايات المتحدة |         |
| خسر     | 19–3  | أنطوني باتيس | إستسلام | -     | 31 أوت 2013    | 1      | 4:31  | الولايات المتحدة |         |
| فاز     | 18–2  | نات دياز     | تحكيم   | -     | 8 ديسمبر 2012  | 5      | 5:00  | الولايات المتحدة |         |
| خسر     | 12–2  | أنطوني باتيس | تحكيم   | -     | 16 ديسمبر 2010 | 5      | 5:00  | الولايات المتحدة |         |

## روابط خارجية
- بونسون هاندرسون على موقع IMDb (الإنجليزية)
- بونسون هاندرسون على موقع قاعدة بيانات الفيلم (الإنجليزية)
- بونسون هاندرسون على موقع يو إف سي (الإنجليزية)
- بونسون هاندرسون على موقع بيلاتور (الإنجليزية)
- بونسون هاندرسون على موقع شيردوغ (الإنجليزية)
- بونسون هاندرسون على موقع Tapology.com (الإنجليزية)